# Балаба (деревня)
Балаба (бел. Балаба) — деревня в Старосельском сельсовете Рогачёвского района Гомельской области Белоруссии.

## География
Расположена в 15 км на север от районного центра и железнодорожной станции Рогачёв (на линии Могилёв — Жлобин), 136 км от Гомеля. На юге, востоке и западе граничит с лесом.

## Транспортная сеть
Транспортные связи по просёлочной, затем автомобильной дороге Старое Село — Рогачёв.

## История
Основана в начале XX века переселенцами из соседних деревень. В 1930 году жители вступили в колхоз. Во время Великой Отечественной войны 8 жителей погибли на фронте. Согласно переписи 1959 года в составе совхоза «Прогресс» (центр — деревня Щибрин).

## Население
- 1959 год — 136 жителей (согласно переписи).
- 2004 год — 12 хозяйств, 22 жителя.